# Дискография Pop Smoke
Дискография американского рэпера и автора песен Pop Smoke состоит из двух студийных альбомов, двух микстейпов, трёх мини-альбомов, 19 музыкальных видеоклипов и 29 синглов (включая шесть в качестве приглашённого исполнителя) и трёх промо-синглов.

## Альбомы

### Студийные альбомы
| Название                              | Детали | Высшая позиция в чартах | Высшая позиция в чартах | Высшая позиция в чартах | Высшая позиция в чартах | Высшая позиция в чартах | Высшая позиция в чартах | Высшая позиция в чартах | Высшая позиция в чартах | Высшая позиция в чартах | Высшая позиция в чартах | Сертификации |
| Название                              | Детали | US                      | AUS                     | CAN                     | DEN                     | FRA                     | IRE                     | NLD                     | NZ                      | SWE                     | UK                      | Сертификации |
| ------------------------------------- | --- | ----------------------- | ----------------------- | ----------------------- | ----------------------- | ----------------------- | ----------------------- | ----------------------- | ----------------------- | ----------------------- | ----------------------- | --- |
| Shoot for the Stars, Aim for the Moon | - Выпущен: 3 июля 2020 - Лейблы: Victor Victor, Republic - Формат: CD, винил, кассета, стриминг, цифровая загрузка | 1                       | 1                       | 1                       | 1                       | 3                       | 1                       | 1                       | 1                       | 3                       | 1                       | - RIAA: 2× платиновый - ARIA: платиновый - BPI: платиновый - MC: 3× платиновый - GLF: золотой - IFPI DEN: платиновый - RMNZ: платиновый - SNEP: золотой |
| Faith                                 | - Выпущен: 16 июля 2021 - Лейблы: Victor Victor, Republic - Форматы: CD, стриминг, цифровая загрузка               | 1                       | 4                       | 1                       | 2                       | 4                       | 6                       | 2                       | 3                       | 3                       | 3                       | - IFPI DEN: золотой |

### Микстейпы
| Meet the Woo                                                                             | - Выпущен: 26 июля 2019 - Лейбл: Victor Victor, Republic - Формат: Стриминг, цифровая загрузка, CD       | 105 | —  | 98 | 31 | 123 | —  | 49 | —  | 27 | —  |                                              |
| Meet the Woo 2                                                                           | - Выпущен: 7 февраля 2020 - Лейбл: Victor Victor, Republic - Формат: Стриминг, цифровая загрузка, CD, LP | 7   | 24 | 8  | 18 | 51  | 29 | 14 | 27 | 19 | 16 | - RIAA: золотой - BPI: золотой - MC: золотой |
| «—» обозначает запись, которая не попала в чарт или не была выпущена на этой территории. | |     |    |    |    |     |    |    |    |    |    |                                              |

## Мини-альбомы
| Название       | Детали                                                                                              |
| -------------- | --------------------------------------------------------------------------------------------------- |
| Mood Swings    | - Выпущен: 23 сентября 2020 - Лейблы: Victor Victor, Republic - Формат: Стриминг, цифровая загрузка |
| Enjoy Yourself | - Выпущен: 30 сентября 2020 - Лейблы: Victor Victor, Republic - Формат: Стриминг, цифровая загрузка |
| For the Night  | - Выпущен: 7 октября 2020 - Лейблы: Victor Victor, Republic - Формат: Стриминг, цифровая загрузка   |

## Синглы

### В качестве ведущего исполнителя
| Название                                                                                 | Год  | Высшая позиция в чартах | Высшая позиция в чартах | Высшая позиция в чартах | Высшая позиция в чартах | Высшая позиция в чартах | Высшая позиция в чартах | Высшая позиция в чартах | Высшая позиция в чартах | Высшая позиция в чартах | Высшая позиция в чартах | Сертификации | Альбом                                |
| Название                                                                                 | Год  | US                      | US R&B /HH              | AUS                     | CAN                     | FRA                     | IRE                     | NZ                      | SWE                     | SWI                     | UK                      | Сертификации | Альбом                                |
| ---------------------------------------------------------------------------------------- | ---- | ----------------------- | ----------------------- | ----------------------- | ----------------------- | ----------------------- | ----------------------- | ----------------------- | ----------------------- | ----------------------- | ----------------------- | --- | ------------------------------------- |
| «Welcome to the Party» (соло или при участии Ники Минаж или Skepta)                      | 2019 | —                       | 48                      | —                       | —                       | —                       | —                       | —                       | —                       | —                       | —                       | - RIAA: платиновый - BPI: серебряный                                                                              | Meet the Woo                          |
| «MPR»                                                                                    | 2019 | —                       | —                       | —                       | —                       | —                       | —                       | —                       | —                       | —                       | —                       | | Внеальбомные синглы                   |
| «Flexin'»                                                                                | 2019 | —                       | —                       | —                       | —                       | —                       | —                       | —                       | —                       | —                       | —                       | | Внеальбомные синглы                   |
| «Meet the Woo»                                                                           | 2019 | —                       | —                       | —                       | —                       | —                       | —                       | —                       | —                       | —                       | —                       | | Meet the Woo                          |
| «War» (при участии Lil Tjay)                                                             | 2019 | —                       | —                       | —                       | 100                     | —                       | —                       | —                       | —                       | —                       | —                       | | Meet the Woo 2                        |
| «Fire in the Booth, Pt. 1» (совместно с Charlie Sloth)                                   | 2019 | —                       | —                       | —                       | —                       | —                       | —                       | —                       | —                       | —                       | —                       | | Meet the Woo 2                        |
| «Drive the Boat»                                                                         | 2019 | —                       | —                       | —                       | —                       | —                       | —                       | —                       | —                       | —                       | —                       | | Внеальбомные синглы                   |
| «100k on a Coupe» (при участии Calboy)                                                   | 2019 | —                       | —                       | —                       | —                       | —                       | —                       | —                       | —                       | —                       | —                       | | Внеальбомные синглы                   |
| «Christopher Walking»                                                                    | 2020 | —                       | —                       | —                       | —                       | —                       | —                       | —                       | —                       | —                       | —                       | | Meet the Woo 2                        |
| «Dior»                                                                                   | 2020 | 22                      | 12                      | 48                      | 28                      | 48                      | 26                      | 38                      | 53                      | 42                      | 33                      | - RIAA: 3× платиновый - BPI: платиновый - ARIA: золотой - RMNZ: золотой - SNEP: золотой                           | Meet the Woo                          |
| «Shake the Room» (при участии Quavo)                                                     | 2020 | 93                      | 43                      | —                       | 98                      | —                       | —                       | —                       | —                       | —                       | 76                      | - RIAA: золотой                                                                                                   | Meet the Woo 2                        |
| «Make It Rain» (при участии Rowdy Rebel)                                                 | 2020 | 49                      | 21                      | 73                      | 35                      | 99                      | 86                      | —                       | —                       | 84                      | 73                      | | Shoot for the Stars, Aim for the Moon |
| «The Woo» (при участии 50 Cent и Roddy Ricch)                                            | 2020 | 11                      | 9                       | 18                      | 6                       | 39                      | 13                      | 10                      | 23                      | 14                      | 9                       | - RIAA: 2× платиновый - ARIA: платиновый - BPI: золотой - RMNZ: золотой                                           | Shoot for the Stars, Aim for the Moon |
| «Mood Swings» (при участии Lil Tjay)                                                     | 2020 | 17                      | 8                       | 5                       | 14                      | 105                     | 12                      | 4                       | 11                      | 11                      | 5                       | - RIAA: 3× платиновый - ARIA: 2× платиновый - BPI: платиновый - MC: золотой - RMNZ: золотой                       | Shoot for the Stars, Aim for the Moon |
| «For the Night» (при участии Lil Baby and DaBaby)                                        | 2020 | 6                       | 4                       | 13                      | 7                       | 38                      | 14                      | 9                       | 17                      | 7                       | 14                      | - RIAA: 4× платиновый - ARIA: 2× платиновый - BPI: платиновый - RMNZ: платиновый - SNEP: золотой                  | Shoot for the Stars, Aim for the Moon |
| «What You Know Bout Love»                                                                | 2020 | 9                       | 4                       | 5                       | 16                      | 28                      | 5                       | 6                       | 6                       | 8                       | 4                       | - RIAA: 2× платиновый - ARIA: 2× платиновый - BPI: платиновый - MC: 3× платиновый - RMNZ: золотой - SNEP: золотой | Shoot for the Stars, Aim for the Moon |
| «Hello» (при участии A Boogie wit da Hoodie)                                             | 2021 | 83                      | 32                      | —                       | 31                      | —                       | —                       | —                       | —                       | 53                      | —                       | - RIAA: платиновый - ARIA: золотой - BPI: серебряный                                                              | Shoot for the Stars, Aim for the Moon |
| «AP»                                                                                     | 2021 | 64                      | 24                      | 82                      | 30                      | —                       | 61                      | —                       | —                       | 41                      | 56                      | | Boogie (саундтрек)                    |
| «Mr. Jones» (при участии Фьючера)                                                        | 2021 | 71                      | 26                      | —                       | 49                      | —                       | —                       | —                       | —                       | —                       | —                       | | Faith                                 |
| «Demeanor» (при участии Dua Lipa)                                                        | 2021 | 86                      | 35                      | 43                      | 26                      | 131                     | 20                      | —                       | 41                      | 63                      | 14                      | | Faith                                 |
| «Woo Baby» (при участии Chris Brown)                                                     | 2021 | 64                      | 22                      | 24                      | 31                      | 95                      | —                       | 22                      | —                       | 41                      | 54                      | | Faith                                 |
| «Bad Boys» (при участии Обаси Джексона)                                                  | 2021 | —                       | —                       | —                       | —                       | —                       | —                       | —                       | —                       | —                       | —                       | | Faith (Deluxe)                        |
| «Sunshine» (совместно с Tyga и Джене Айко)                                               | 2022 | —                       | —                       | —                       | —                       | —                       | —                       | —                       | —                       | —                       | —                       | | TBA                                   |
| «—» обозначает запись, которая не попала в чарт или не была выпущена на этой территории. |      |                         |                         |                         |                         |                         |                         |                         |                         |                         |                         | |                                       |

### В качестве приглашённого исполнителя
| «50k» (Trap Manny при участии Pop Smoke)                                                 | 2019 | —  | —  | In Trap We Trust    |
| «Mary Jane» (Guido Dos Santos при участии Pop Smoke и Lil Tjay)                          | 2019 | —  | —  | Внеальбомные синглы |
| «Slide (Remix)» (H.E.R. при участии Pop Smoke, A Boogie wit da Hoodie и Chris Brown)     | 2020 | —  | 32 | Внеальбомные синглы |
| «Ordinary» (PnB Rock при участии Pop Smoke)                                              | 2020 | —  | —  | Внеальбомные синглы |
| «Double G» (French Montana при участии Pop Smoke)                                        | 2020 | 13 | —  | CB5                 |
| «Black Mask» (Jay Gwuapo при участии Pop Smoke)                                          | 2020 | —  | —  | Внеальбомный сингл  |
| «—» обозначает запись, которая не попала в чарт или не была выпущена на этой территории. |      |    |    |                     |

### Промо-синглы
| Название                                                                                 | Год  | Высшая позиция в чартах | Высшая позиция в чартах | Высшая позиция в чартах | Высшая позиция в чартах | Высшая позиция в чартах | Высшая позиция в чартах | Высшая позиция в чартах | Высшая позиция в чартах | Высшая позиция в чартах | Высшая позиция в чартах | Сертификации                      | Альбом                                |
| Название                                                                                 | Год  | US                      | US R&B /HH              | AUS                     | CAN                     | FRA                     | IRE                     | NZ                      | SWE                     | SWI                     | UK                      | Сертификации                      | Альбом                                |
| ---------------------------------------------------------------------------------------- | ---- | ----------------------- | ----------------------- | ----------------------- | ----------------------- | ----------------------- | ----------------------- | ----------------------- | ----------------------- | ----------------------- | ----------------------- | --------------------------------- | ------------------------------------- |
| «Enjoy Yourself» (при участии Karol G или Burna Boy)                                     | 2020 | 56                      | 32                      | 40                      | 95                      | —                       | —                       | —                       | —                       | —                       | —                       | - ARIA: золотой - BPI: серебряный | Shoot for the Stars, Aim for the Moon |
| «Iced Out Audemars (Remix)» (при участии Lil Wayne)                                      | 2020 | —                       | —                       | —                       | —                       | —                       | —                       | —                       | —                       | —                       | —                       |                                   | Внеальбомный сингл                    |
| «Lane Switcha» (совместно со Скептой, при участии ASAP Rocky, Juicy J и Project Pat)     | 2021 | —                       | —                       | —                       | —                       | —                       | —                       | —                       | —                       | —                       | —                       |                                   | Форсаж 9 (Саундтрек)                  |
| «—» обозначает запись, которая не попала в чарт или не была выпущена на этой территории. |      |                         |                         |                         |                         |                         |                         |                         |                         |                         |                         |                                   |                                       |

## Другие песни с чартов
| Название                                                                                 | Год  | Высшая позиция в чартах | Высшая позиция в чартах | Высшая позиция в чартах | Высшая позиция в чартах | Высшая позиция в чартах | Высшая позиция в чартах | Высшая позиция в чартах | Высшая позиция в чартах | Высшая позиция в чартах | Высшая позиция в чартах | Сертификации                                         | Альбом                                |
| Название                                                                                 | Год  | US                      | US R&B /HH              | AUS                     | CAN                     | FRA                     | IRE                     | NZ                      | SWE                     | SWI                     | UK                      | Сертификации                                         | Альбом                                |
| ---------------------------------------------------------------------------------------- | ---- | ----------------------- | ----------------------- | ----------------------- | ----------------------- | ----------------------- | ----------------------- | ----------------------- | ----------------------- | ----------------------- | ----------------------- | ---------------------------------------------------- | ------------------------------------- |
| «Gatti» (совместно с JackBoys и Трэвисом Скоттом)                                        | 2019 | 69                      | 33                      | —                       | 61                      | 175                     | —                       | —                       | —                       | —                       | 59                      | BPI: серебряный                                      | JackBoys                              |
| «Element»                                                                                | 2020 | —                       | —                       | —                       | 90                      | —                       | —                       | —                       | —                       | —                       | —                       | - BPI: серебряный                                    | Meet the Woo 2                        |
| «Invincible»                                                                             | 2020 | —                       | —                       | —                       | —                       | —                       | —                       | —                       | —                       | —                       | —                       | - BPI: серебряный                                    | Meet the Woo 2                        |
| «Run It Up» (Nav при участии Pop Smoke)                                                  | 2020 | —                       | —                       | —                       | 64                      | —                       | —                       | —                       | —                       | —                       | —                       |                                                      | Good Intentions                       |
| «Zoo York» (Lil Tjay при участии Fivio Foreign и Pop Smoke)                              | 2020 | 65                      | 28                      | —                       | 38                      | —                       | —                       | —                       | —                       | —                       | 65                      | RIAA: золотой                                        | State of Emergency                    |
| «Bad Bitch from Tokyo» (Intro)                                                           | 2020 | 55                      | 31                      | —                       | 49                      | 97                      | —                       | —                       | —                       | —                       | —                       |                                                      | Shoot for the Stars, Aim for the Moon |
| «Aim for the Moon» (при участии Куэйво)                                                  | 2020 | 34                      | 16                      | 65                      | 27                      | 58                      | —                       | —                       | —                       | —                       | —                       |                                                      | Shoot for the Stars, Aim for the Moon |
| «For the Night» (при участии Lil Baby и DaBaby)                                          | 2020 | 6                       | 5                       | 32                      | 7                       | 38                      | 24                      | 36                      | 42                      | 20                      | 14                      |                                                      | Shoot for the Stars, Aim for the Moon |
| «44 BullDog»                                                                             | 2020 | 39                      | 20                      | 72                      | 26                      | 65                      | —                       | —                       | —                       | —                       | —                       |                                                      | Shoot for the Stars, Aim for the Moon |
| «Gangstas»                                                                               | 2020 | 37                      | 18                      | 66                      | 16                      | 54                      | —                       | —                       | 79                      | 28                      | —                       |                                                      | Shoot for the Stars, Aim for the Moon |
| «Yea Yea»                                                                                | 2020 | 43                      | 22                      | —                       | 36                      | 77                      | —                       | —                       | —                       | —                       | —                       |                                                      | Shoot for the Stars, Aim for the Moon |
| «Creature» (при участии Swae Lee)                                                        | 2020 | 57                      | 33                      | —                       | 44                      | 100                     | —                       | —                       | —                       | —                       | —                       |                                                      | Shoot for the Stars, Aim for the Moon |
| «Snitching» (при участии Куэйво и Фьючера)                                               | 2020 | 54                      | 30                      | —                       | 51                      | 122                     | —                       | —                       | —                       | —                       | —                       |                                                      | Shoot for the Stars, Aim for the Moon |
| «West Coast Shit» (при участии Tyga и Куаво)                                             | 2020 | 65                      | 37                      | —                       | 48                      | 153                     | —                       | —                       | —                       | —                       | —                       |                                                      | Shoot for the Stars, Aim for the Moon |
| «Something Special»                                                                      | 2020 | 41                      | 21                      | 60                      | 33                      | 103                     | —                       | —                       | —                       | —                       | —                       | - RIAA: платиновый - ARIA: золотой - BPI: серебряный | Shoot for the Stars, Aim for the Moon |
| «Diana» (при участии King Combs)                                                         | 2020 | 76                      | 42                      | —                       | 71                      | —                       | —                       | —                       | —                       | —                       | —                       |                                                      | Shoot for the Stars, Aim for the Moon |
| «Got It on Me»                                                                           | 2020 | 31                      | 15                      | 59                      | 14                      | 82                      | —                       | —                       | 52                      | —                       | —                       | - RIAA: платиновый - ARIA: золотой - BPI: серебряный | Shoot for the Stars, Aim for the Moon |
| «Tunnel Vision» (Outro)                                                                  | 2020 | 79                      | 43                      | —                       | 57                      | 185                     | —                       | —                       | —                       | —                       | —                       |                                                      | Shoot for the Stars, Aim for the Moon |
| «Show Out» (совместно с Kid Cudi и Skepta)                                               | 2020 | 54                      | 12                      | —                       | 42                      | 78                      | 29                      | —                       | —                       | 43                      | 37                      |                                                      | Man on the Moon III: The Chosen       |
| «Burner on Deck» (Fredo при участии Pop Smoke и Young Adz)                               | 2021 | —                       | —                       | —                       | —                       | —                       | 33                      | —                       | —                       | —                       | 18                      |                                                      | Money Can’t Buy Happiness             |
| «Clueless» (Polo G при участии Pop Smoke и Fivio Foreign)                                | 2021 | 79                      | 32                      | —                       | —                       | —                       | —                       | —                       | —                       | —                       | —                       |                                                      | Hall of Fame                          |
| «Light It Up» (Migos при участии Pop Smoke)                                              | 2021 | —                       | —                       | —                       | 79                      | —                       | —                       | —                       | —                       | —                       | —                       |                                                      | Culture III                           |
| «More Time»                                                                              | 2021 | 80                      | 31                      | —                       | 37                      | 119                     | —                       | —                       | —                       | —                       | —                       |                                                      | Faith                                 |
| «Tell the Vision» (при участии Kanye West и Pusha T)                                     | 2021 | 49                      | 16                      | 47                      | 19                      | 96                      | 62                      | —                       | 65                      | 50                      | 55                      |                                                      | Faith                                 |
| «Manslaughter» (при участии Rick Ross и The-Dream)                                       | 2021 | 82                      | 33                      | 87                      | 41                      | —                       | —                       | —                       | —                       | —                       | —                       |                                                      | Faith                                 |
| «Bout a Million» (при участии 21 Savage и 42 Dugg)                                       | 2021 | 54                      | 19                      | 61                      | 23                      | 128                     | 76                      | —                       | —                       | —                       | 64                      |                                                      | Faith                                 |
| «Brush Em» (совместно с Rah Swish)                                                       | 2021 | —                       | 40                      | —                       | 53                      | —                       | —                       | —                       | —                       | —                       | —                       |                                                      | Faith                                 |
| «Top Shotta» (совместно с The Neptunes, при участии Pusha T, Travi и Beam)               | 2021 | —                       | —                       | —                       | 67                      | —                       | —                       | —                       | —                       | —                       | —                       |                                                      | Faith                                 |
| «30» (при участии Bizzy Banks)                                                           | 2021 | 97                      | 39                      | —                       | 48                      | —                       | —                       | —                       | —                       | —                       | —                       |                                                      | Faith                                 |
| «Beat the Speaker»                                                                       | 2021 | —                       | —                       | —                       | 75                      | —                       | —                       | —                       | —                       | —                       | —                       |                                                      | Faith                                 |
| «Coupe»                                                                                  | 2021 | —                       | 44                      | —                       | 47                      | —                       | —                       | —                       | —                       | —                       | —                       |                                                      | Faith                                 |
| «What’s Crackin» (при участии Takeoff)                                                   | 2021 | —                       | —                       | —                       | 63                      | —                       | —                       | —                       | —                       | —                       | —                       |                                                      | Faith                                 |
| «Genius» (совместно с Lil Tjay и Swae Lee)                                               | 2021 | —                       | 46                      | 72                      | 54                      | —                       | —                       | —                       | —                       | —                       | —                       |                                                      | Faith                                 |
| «Spoiled» (при участии Pharrell)                                                         | 2021 | —                       | —                       | —                       | 99                      | —                       | —                       | —                       | —                       | —                       | —                       |                                                      | Faith                                 |
| «Back Door» (при участии Quavo и Kodak Black)                                            | 2021 | —                       | —                       | —                       | 86                      | —                       | —                       | —                       | —                       | —                       | —                       |                                                      | Faith                                 |
| «Merci Beaucoup»                                                                         | 2021 | —                       | —                       | —                       | 76                      | 109                     | —                       | —                       | —                       | —                       | —                       |                                                      | Faith                                 |
| «Tell the Vision» (песня Kanye West)                                                     | 2021 | 90                      | 40                      | 69                      | 71                      | —                       | —                       | —                       | —                       | —                       | —                       |                                                      | Donda                                 |
| «—» обозначает запись, которая не попала в чарт или не была выпущена на этой территории. |      |                         |                         |                         |                         |                         |                         |                         |                         |                         |                         |                                                      |                                       |

## Гостевые участия
| Название              | Год  | Другие исполнители                       | Альбом                                         |
| --------------------- | ---- | ---------------------------------------- | ---------------------------------------------- |
| «Gatti»               | 2019 | JackBoys, Трэвис Скотт                   | JackBoys                                       |
| «Run It Up»           | 2020 | Nav                                      | Good Intentions                                |
| «Zoo York»            | 2020 | Lil Tjay, Fivio Foreign                  | State of Emergency                             |
| «Nike»                | 2020 | Rich The Kid                             | Внеальбомный сингл                             |
| «Show Out»            | 2020 | Кид Кади, Скепта                         | Man on the Moon III: The Chosen                |
| «Burner on Deck»      | 2021 | Fredo, D-Block Europe                    | Money Can’t Buy Happiness                      |
| «Fashion»             | 2021 | Polo G                                   | Boogie: The Original Motion Picture Soundtrack |
| «No Cap (Remix)»      | 2021 | M24                                      | Boogie: The Original Motion Picture Soundtrack |
| «Light It Up»         | 2021 | Migos                                    | Culture III                                    |
| «Clueless»            | 2021 | Polo G, Fivio Foreign                    | Hall of Fame                                   |
| «Lane Switcha»        | 2021 | Скепта, ASAP Rocky, Juicy J, Project Pat | Форсаж 9 (саундтрек)                           |
| «Stuck in the Jungle» | 2021 | French Montana, Lil Durk                 | They Got Amnesia                               |
| «Remember»            | 2022 | Ниго                                     | I Know Nigo!                                   |

### Комментарии
1. ↑  Только соло-версия появляется на Meet the Woo.
2. ↑  "Welcome to the Party" не вошёл в чарт Billboard Hot 100, но достиг высшей позиции под номером пять в чарте Bubbling Under Hot 100[35].
3. ↑  Появляется на Meet the Woo 2 как "Armed N Dangerous (Charlie Sloth Freestyle)"[40].
4. ↑  "Make It Rain" не вошёл в чарт NZ Top 40 Singles Chart, но достиг высшей позиции под номером 11 в чарте NZ Hot Singles[48].
5. ↑  "Make It Rain" не вошёл в чарт Swedish Singellista Chart, но достиг высшей позиции под номером 12 в чарте Swedish Heatseeker[49].
6. ↑  "Hello" не вошёл в чарт NZ Top 40 Singles Chart, но достиг высшей позиции под номером 37 в NZ Hot Singles Chart.[54]
7. ↑  "Hello" did not enter the Swedish Singellista Chart, but peaked at number four on the Swedish Heatseeker Chart.[55]
8. ↑  "AP" не вошёл в чарт NZ Top 40 Singles Chart, но достиг высшей позиции под номером четыре в NZ Hot Singles Chart.[56]
9. ↑  "Demeanor" не вошёл в чарт NZ Top 40 Singles Chart, но достиг высшей позиции под номером два в NZ Hot Singles Chart.[59]
10. ↑  "Woo Baby" не вошел в чарт Swedish Singellista Chart, но достиг высшей позиции под номером два в Swedish Heatseeker Chart.[61]
11. ↑  "Enjoy Yourself" не попала в Swedish Singellista Chart, но попала в Swedish Heatseeker Chart под номером 15.[49]
12. ↑  "Lane Switcha" не попала в NZ Top 40 Singles Chart, но попала в NZ Hot Singles Chart под номером девять.[73]
13. ↑  "Element" не попал в Swedish Singellista Chart, но попал в Swedish Heatseeker Chart под номером 19.[75]
14. ↑  "Run It Up" не вошёл в чарт Billboard Hot 100, но достиг высшей позиции под номером 19 в чарте Bubbling Under Hot 100[35].
15. ↑  «Run It Up» не вошёл в чарт NZ Top 40 Singles, но достиг высшей позиции под номером 29 в чарте NZ Hot Singles[76].
16. ↑  "Zoo York" не вошёл в чарт NZ Top 40 Singles, но достиг высшей позиции под номером 16 в чарте NZ Hot Singles[76].
17. ↑  "Aim for the Moon" не вошёл в чарт Swedish Singellista, но достиг высшей позиции под номером один в чарте Swedish Heatseeker Chart[49].
18. ↑  "44 Bulldogs" не вошёл в чарт Swedish Singellista, но достиг высшей позиции под номером шесть чарте Swedish Heatseeker[49].
19. ↑  "Yea Yea" не вошёл в чарт Swedish Singellista, но достиг высшей позиции под номером 19 в чарте Swedish Heatseeker[49].
20. ↑  "Something Special" не вошёл в чарт NZ Top 40 Singles,но достиг высшей позиции под номер 4 в чарте NZ Hot Singles[78].
21. ↑  "Something Special" не вошёл в чарт Swedish Singellista, но достиг высшей позиции под номером 5 в чарте Swedish Heatseeker Chart[49].
22. ↑  "Got It on Me" не вошёл в чарт NZ Top 40 Singles, но достиг высшей позиции под номером пять в чарте NZ Hot Singles[78].
23. ↑  «Burner on Deck» не вошла в NZ Top 40 Singles Chart, но заняла 24 место в NZ Hot Singles Chart.[79]